# Vue du port de Cette, en Languedoc
Vue du port de Cette, en Languedoc est une huile sur toile réalisée en 1757 par le peintre français Joseph Vernet.  Conservée au musée national de la Marine de Paris, l'œuvre est un dépôt du musée du Louvre depuis 1943. 

## Genèse de l'œuvre
C’est l’un des quinze tableaux réalisés pour la série Vues des ports de France, commandée en 1753 par le marquis de Marigny pour le roi Louis XV et exécutée entre 1754 et 1765.
Cette vue représente le port de Sète, un port de commerce et de pêche de la région languedocienne. Il est situé sur la rive côté mer du mont Saint-Clair. 
Vernet arrive à Sète avec sa famille le 1er novembre 1956. Ils quittent la ville le 12 mai 1957 pour s’installer à Bordeaux. 

## Description
Cette vue du port est peinte depuis la mer, sous un temps orageux. Le ciel constitue les deux tiers du tableau. Vernet joue sur les contrastes entre les nuages sombres et des éclaircies de ciel bleu, qui font apparaître à l'arrière-plan la ville et le port, dans une lumière dorée.
Au premier plan, deux navires font face aux intempéries. Celui de gauche a passé la jetée tandis que celui de droite, un brigantin maltais, est surpris par le vent et part s’échouer sur le sable. Vernet détaille la manœuvre de l’équipage : un groupe d’hommes descend la voile du grand mât, deux tiennent le gouvernail et un autre regarde à la proue du navire. Ce groupe semble être dirigé par un homme avec un porte-voix.

## Réception
La toile est exposée au Salon de peinture et de sculpture de 1757.